# Empfertshausen
Empfertshausen – miejscowość i gmina w Niemczech, w kraju związkowym Turyngia, w powiecie Wartburg. Do 30 grudnia 2013 wchodziła w skład wspólnoty administracyjnej Oberes Feldatal.
Od 31 grudnia 2013 do 31 grudnia 2018 niektóre zadania administracyjne gminy realizowane były przez miasto Kaltennordheim, które pełniło rolę "gminy realizującej" (niem. "erfüllende Gemeinde"). Obecnie taką funkcję pełni gmina Dermbach.